# TRC (format plików)
TRC (ang. trace – ślad) – format (rozszerzenie) plików zawierających źródło informacji debugowania kolejnych wykonań programu opisane przez podstawowe parametry wykonania. Format ten używany w systemach DOS czy Oracle jako "plik zrzutu", jak również w wielu urządzeniach pomiarowych plik zapisu analizy zmiennych danych graficznych (parametry sygnału oscyloskopów etc.).